# Cerri (Arcola)
Cerri è una frazione di 148 abitanti nel comune di Arcola, in Val di Magra, nella provincia della Spezia.

## Storia
Il toponimo "Cerri" deriva da "Li cerri", indicante una zona ricca di alberi omonimi, un tempo rinomati.
Cerri si trova tra Romito e Pugliola, sul confine collinare con Lerici e si presenta come un borgo medievale si allunga seguendo il crinale della collina, che divide la val di Magra dalle alture lericine. È caratterizzato da stretti carobi, portali in pietra e maestà.
La storia del borgo è legata a doppia mandata a quella del castello e del borgo di Trebiano, antica plebs della diocesi di Luni: Cerri era una località agricola posta lungo la strada di crinale che da Trebiano raggiungeva il mare, percorsa anche da Dante quando dalla Val di Magra si recò almeno una volta a Santa Lucia di Pugliola, allora unica parrocchia lericina.

## Monumenti e luoghi d'interesse

### Architetture religiose
- Chiesa parrocchiale di Sant'Anna, edificata nella prima metà del Settecento, dipendente originariamente dalla parrocchia di Trebiano, resa Parrocchia indipendente nel 1723 dal vescovo di Luni-Sarzana mons. Ambrogio Spinola. L'interno della chiesa è ornato da tre dipinti di scuola genovese del XVII e XVIII secolo.[3][5]
- Chiesa della Madonna del Rosario, in località Guercio.[5]
- Oratorio di Sant'Antonio Abate.[5]
- Cappella della Casa Serena, istituto pensionato per anziani e per villeggianti, voluto dal parroco sac. Mario Nastri.[5]